# 17a Divisió (Exèrcit Popular de la República)
La 17a Divisió va ser una de les Divisions de l'Exèrcit Popular de la República que es van organitzar durant la Guerra Civil espanyola sobre la base de les Brigades Mixtes. Durant la major part de la contesa va estar desplegada al front de Guadalajara.

## Historial
La unitat va ser creada el 10 d'abril de 1937, quedant sota el comandament del major de milícies Hans Kahle. La divisió, que cobria el front de Guadalajara, va quedar integrada en el IV Cos d'Exèrcit. Va arribar a tenir el seu lloc de comandament a Torija i Alba de Tormes. Algunes de les seves unitats van arribar a participar en el cop de Casado, al març de 1939. El comandant de la unitat, malgrat ser d'orientació comunista, va mantenir una postura neutral durant el cop.

## Comandaments
Comandants
- major de milícies Hans Kahle (des d'abril de 1937);
- tinent coronel de carrabiners Esteban Rovira Pacheco[6] (des d'octubre de 1937);
- comandant d'infanteria Francisco Valverde López (des de març de 1938);[1]

Comissaris
- Álvaro Peláez Antón, del PCE;[7]

Caps d'Estat Major
- capità d'infanteria José Alonso Benito (octubre 1938);

## Ordre de batalla
| Data               | Cos d'Exèrcit adscrit | Brigades Mixtes integrades | Front de batalla |
| ------------------ | --------------------- | -------------------------- | ---------------- |
| Abril de 1937      | IV Cos d'Exèrcit      | XI, 38a i 71a              | Guadalajara      |
| Octubre de 1937    | IV Cos d'Exèrcit      | 38a i 71a                  | Guadalajara      |
| Marzo de 1938      | IV Cos d'Exèrcit      | 65a, 38a i 71a             | Guadalajara      |
| 30 d'abril de 1938 | IV Cos d'Exèrcit      | 65a, 70a i 71a             | Guadalajara      |
| Marzo de 1939      | IV Cos d'Exèrcit      | 35a i 98a                  | Guadalajara      |